# B&S
B&S är en tillverkare av bleckblåsinstrument i Markneukirchen, nära den tjeckiska gränsen i den tyska delstaten Sachsen.
B&S, eller Blechblas- und Signalinstrumentenfabrik ägdes tidigare av den östtyska staten, men köptes under början av 1990-talet upp av TA Musik (senare ombildat som JA Musik Gmbh) tillsammans med flera andra tyska och franska tillverkare av blåsinstrument.